# تیفون یاگی (۲۰۲۴)
تیفون یاگی (انگلیسی: Typhoon Yagi) که در فیلیپین با عنوان توفان حاره‌ای شدید انتنگ (Enteng) و در حوضه اقیانوس هند با نام وافشار عمیق BOB 05 شناخته می‌شود، یک چرخند حاره‌ای مرگبار، نیرومند و مخرب بود که فیلیپین، جنوب چین، ویتنام، لائوس، تایلند و میانمار را در اوایل سپتامبر ۲۰۲۴ تحت تأثیر قرار داد. تیفون یاگی، که به معنای بز است، صورت فلکی برج جدی در زبان ژاپنی، یازدهمین توفان نامگذاری شده، اولین تیفون سهمگین فصل و اولین توفان رده ۵ در فصل توفان سالانه است. این یکی از شدیدترین توفان‌هایی بود که تا به حال به شمال ویتنام حمله کرد، قوی‌ترین توفان‌هایی بود که در پاییز هواشناسی به هاینان حمله کرد، و قوی‌ترین توفان از زمان راماسون در سال ۲۰۱۴ بود. در کنار پاملا در سال ۱۹۵۴، راماسون در سال ۲۰۱۴ و رای در سال ۲۰۲۱ بوده است.
سرچشمه یاگی از یک مرکز کم‌فشار که در ۳۰ اوت، تقریباً ۵۴۰ کیلومتری شمال غربی پالائو شکل گرفت، بود. در اول سپتامبر، این سامانه به عنوان یک توفان استوایی طبقه‌بندی شد و مرکز هواشناسی ژاپن (JMA) آن را یاگی نامگذاری کرد. یاگی پس از سقوط بر فراز Casiguran, Aurora، در فیلیپین، در ۲ سپتامبر، هنگام پیشروی به داخل خشکی از طریق زمین ناهموار Cordillera Central لوزون، ضعیف شد. سپس بر فراز دریای چین جنوبی پدیدار شد و شروع به ادغام شدن با گردش ثانویه در غرب خلیج لینگاین کرد، با همرفت عمیق آن شروع به پیچیده شدن و توسعه نوارهای همرفتی در غرب و جنوب کرد. در ۵ سپتامبر، JMA گزارش داد که شدت توفان با وزش بادهای مداوم ده دقیقه‌ای به اوج خود رسیده است ۱۹۵ کیلومتر در ساعت و فشار مرکزی ۹۱۵ hPa (۲۷٫۰۲ اینچ جیوه). متعاقباً به عنوان یک ابرتوفان معادل رده ۵ در مقیاس سافیر-سیمپسون با بادهای پایدار یک دقیقه‌ای با سرعت ۲۶۰ کیلومتر در ساعت (۱۶۰ مایل در ساعت) به اوج خود رسید. پس از ضعیف شدن در طول چرخهٔ جایگزینی دیواره چشم، یاگی پیش از اینکه در ۶ سپتامبر به نزدیکی ونچانگ در استان هاینان چین بیفتد، کمی دوباره تقویت شد، پیش از اینکه برای مدت کوتاهی به منطقه Xuwen در سرزمین اصلی استان گوانگدونگ بیفتد و به سمت فضای باز حرکت کند، یاگی از شمال هاینان و مستقیماً بر فراز هایکو گذشت، و آب‌های خلیج تونکین. در ۷ سپتامبر بر فراز هایفونگ و کونگ نین ویتنام فرود آمد و به سمت جنوب غربی در داخل آن کشور حرکت کرد و بالاخره آخرین بار در ۸ سپتامبر به ثبت رسید. با این حال، بقایای آن بعداً در شکل‌گیری یک وافشار عمیق در شش روز بعد نقش داشت.

## پیشینه هواشناسی
منشأ تیفون یاگی را می‌توان به ۳۰ اوت ردیابی کرد، زمانی که آژانس هواشناسی ژاپن (JMA) گزارش داد که منطقه کم‌فشار تقریباً در ۵۴۰ کیلومتر (۳۳۰ مایل) شمال غربی پالائو تشکیل شده است. منطقه وسیع کم فشار شروع به سازماندهی کرد و در ۳۱ اوت به یک وافشار حاره‌ای تبدیل شد.